# 서로의 미래
《서로의 미래》(중국어 간체자: 彼此的未来, 병음: Bǐcǐ de Wèilái 브츠더웨이라이[*], 한자음: 피차적미래)는 중국의 걸 그룹 SNH48의 열다섯 반째 EP이다. 타이틀 곡의 센터 포지션은 리이퉁이며,  천인이 마지막으로 참가하는 EP이다.

## 수록 내용
| #  | 제목                                      | 작사   | 작곡            | 편곡      | 가창 유닛 | 재생 시간 |
| -- | ----------------------------------------- | ------ | --------------- | --------- | --------- | --------- |
| 1. | 〈서로의 미래〉 (彼此的未来)              | 간스자 | OKBOY           | 선발 멤버 |           |           |
| 2. | 〈천사와 악마〉 (天使与恶魔)              | 류제   | Wes Coz         | 팀SII     |           |           |
| 3. | 〈귀 기울여 듣는 나의 사랑〉 (倾听我的爱) | 류제   | Mcflied Chicken | 팀NII     |           |           |
| 4. | 〈아름다운 세계〉 (美丽世界)              | 우옌원 | 야마오          | 팀HII     |           |           |
| 5. | 〈Run For The Dream〉                     | 류제   | Shaliponte      | 팀X       |           |           |
| 6. | 〈너에게만 집중〉 (致每个你)              | 간스자 | OKBOYS          | 팀XII     |           |           |

## 선발 멤버

### 서로의 미래
(센터 : 리이퉁)
- Team SII：모한, 쑨루이, 우저한
- Team NII：펑신둬, 황팅팅, 린쓰이, 리이퉁
- Team HII：하오완칭, 우옌원, 장신
- Team X：리자오, 사오쉐충, 양빙이
- Team XII：천인, 옌자오쥔, 장이

리이퉁이 처음으로 선발 멤버 중에서 센터를 맡았으며, 양빙이, 천인, 옌자오쥔은 처음으로 선발 멤버이다.

### 천사와 악마
(센터 : 쿵샤오인)
- 팀SII : 천관후이, 천쓰, 다이멍, 장윈, 쿵샤오인, 리위치, 모한, 첸베이팅, 추신이, 쑨루이, 우저한, 쉬천천, 쉬자치, 쉬쯔솬, 위안위전, 장위거

Team SII에서 추신이가 들어오고 위안단니가 나갔다.

### 귀 기울여 듣는 나의 사랑
(센터 : 완리나)
- 팀NII : 천자잉, 천원옌, 펑신둬, 궁스치, 황팅팅, 허샤오위, 뤄란, 린쓰이, 루팅, 리이퉁, 완리나, 쉬이, 이자아이, 자오위에, 저우이, 쩡옌펀

Team NI에 뤄란, 린쓰이가 들어오고 장전이, 장야멍이 나갔다.

### 아름다운 세계
(센터 : 셰니)
- Team HII：하오완칭, 류중란, 린난, 류페이신, 리칭양, 천멍야오, 쑨전니, 왕보숴, 우옌원, 쉬한, 셰니, 쉬이런, 쉬양위줘, 위안항, 양후이팅, 장신

### Run For The Dream
(센터 : 사오쉐충)
- 팀X : 천린, 펑샤오페이, 리징, 리자오, 치징, 사오쉐충, 쑹신란, 쑨신원, 왕자링, 와수, 왕샤오자, 셰톈니. 양빙이, 양윈위, 장단싼, 장자위

### 너에게만 집중
(센터 : 장이)
- 팀XII : 천인, 천윈링, 페이친위안, 훙페이윈, 장산, 장수팅, 리자언, 뤼멍잉, 류쩡옌, 판잉치, 쑹위산, 옌자오쥔, 위자이, 쩌우자자, 장원징, 장이

### 내용주
1. ↑  실제 레이블은 신후이 그룹 상하이 음향 출판사

### 참조주
1. ↑  “SNH48春季新单《彼此的未来》暖心巨献 3月17日上架销售” (중국어). 2017년 8월 24일에 원본 문서에서 보존된 문서. 2018년 1월 20일에 확인함.